# Heinkel He 113
L'Heinkel He 113 era un presunto aereo da caccia in forza alla Luftwaffe nel corso della seconda guerra mondiale ma che in realtà era frutto di propaganda e/o strategia di disinformazione.

## Storia del progetto
Nel 1940 Joseph Goebbels fece circolare la notizia della produzione di un nuovo aereo da caccia entrato in servizio con la Luftwaffe. Per avvalorare la notizia fece scattare delle foto di alcuni Heinkel He 100 D-1 in diverse basi aeree della Germania, ridipingendoli ogni volta con livree appartenenti a diversi nuovi ed inesistenti reparti di caccia. Le foto così ottenute vennero poi pubblicate dagli organi di stampa tedeschi indicando i nuovi velivoli con la denominazione di He 113, alle volte con la funzione di caccia notturni (pur se mancavano loro le luci di atterraggio).
Il velivolo appariva anche in alcune fotografie, scattate in azione, pubblicate su riviste come il Der Adler, includendo riferimenti che ne accreditavano operazioni di combattimento in Danimarca e Norvegia. Una fonte più recente, in effetti, afferma che i velivoli erano effettivamente aggregati ad una squadriglia della Luftwaffe in territorio norvegese per un certo periodo di tempo, ma questa potrebbe essere dovuta ad un'evoluzione della strategia di disinformazione attuata anni prima.
Anche se oggi appare chiaro che l'intenzione di questa campagna di disinformazione fosse quella di impressionare le forze aeree avversarie e generare fiducia nel popolo della Germania nazista, negli anni del secondo conflitto mondiale riuscì ampiamente nel suo intento. Infatti nel rapporto "AIR 40/237" della British Intelligence del 1940 venivano citate le caratteristiche del velivolo. Ne veniva indicata la velocità massima di 390 mph (628 km/h), la superficie alare di 167 ft² (15,5 m²) e si affermava inoltre che l'He 113 era già in produzione. Inoltre risultavano rapporti che erano già avvenuti dei duelli aerei con l'abbattimento di alcune unità nei primi anni della guerra.